# بي أند أر
مجموعة بي أند أر مجموعة شركات صناعية متخصصة في منتجات أنظمة التحكم الألي وأتمتة الماكينات والمصانع مثل أجهزة التحكم المنطقية القابلة للبرمجة، أجهزة واجهة المستخدم، الأنظمة بين البشر والآلات، انفرتر، محركات السيرفو، الحساسات غير آلات المصانع والمعدات كما توفر حلول للمصانع للتوجه إلى الروبوتات والذكاء الاصطناعي. تأسست الشركة في عام 1979 في إيجلسبيرج، النمسا بالقرب من براوناو آم إن في ولاية النمسا العليا.
في يوليو 2017، تم الاستحواذ على الشركة من قبل مجموعة إيه بي بي السويسرية.

## الأداء
اختتمت شركة بي أند أر عام 2015 بإيرادات بلغت 585 مليون يورو بزيادة 10% عن العام السابق (عام 2014) والتي وصل فيه النمو إلى 13% بما يقارب 535 مليون يورو، كما افتتحت فيه المؤسسة فرعين جديدين في اليابان وسنغافورة.
في عام 2013، بلغت إيرادات الشركة 475 مليون يورو بنسبة نمو 11% مقارنة بالعام السابق كما افتتحت فيه فرعين في تركيا وتايوان.

## الفروع
يقع مقر الشركة الرئيسي في إيجل سبيرج، النمسا العليا. في عام 1987، تم توسيع المقر إلى 7000 متر مربع. تم تأسيس أول فرع إضافي للمبنى في عام 2000، حيث تم تأسيس مصنع على مساحة 10,000 متر مربع. في مارس 2008، أعلنت الشركة عن بداية مشروع توسيع جديد، حيث يتم استثمار ما يقرب من 50 مليون يورو لإضافة 50,000 متر مربع إلى المقرات.
تمتلك المؤسسة فروع في 68 دولة حول العالم تقدم فيها مختلف الخدمات مثل تصميم وتطوير التطبيقات غير برامج تدريبة شاملة. من تلك الفروع: بلجيكا، البرازيل، كندا، الصين، جمهورية التشيك، الدنمارك، إستونيا، فنلندا، فرنسا، ألمانيا، بريطانيا العظمى، الهند، إيطاليا، كوريا، لاتفيا، هولندا، بولندا، الاتحاد الروسي، السويد، سويسرا، سنغافورة، سلوفاكيا، اسبانيا، تايوان، تركيا، اوكرانيا، الولايات المتحدة وفيتنام.
أعلنت المؤسسة أنها تستهدف زيادة عدد فروعها إلى 75 دولة في جميع أنحاء العالم. توفر المستودعات المحلية الخدمات اللوجستية وجميع منتجات الشركة للزبائن.

## التاريخ

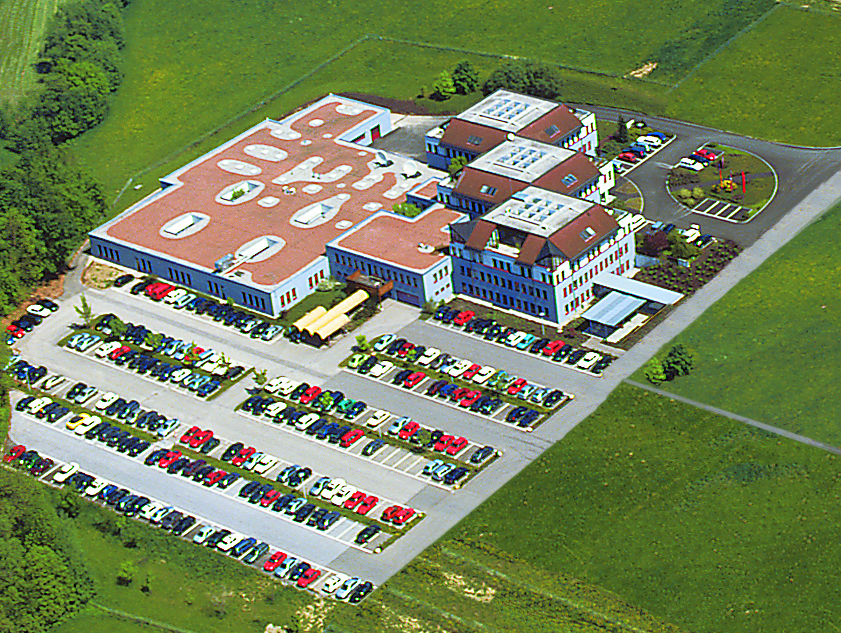
في عام 1987: تم توسيع مقر إيجل سبيرج إلى 7,000 متر مربع

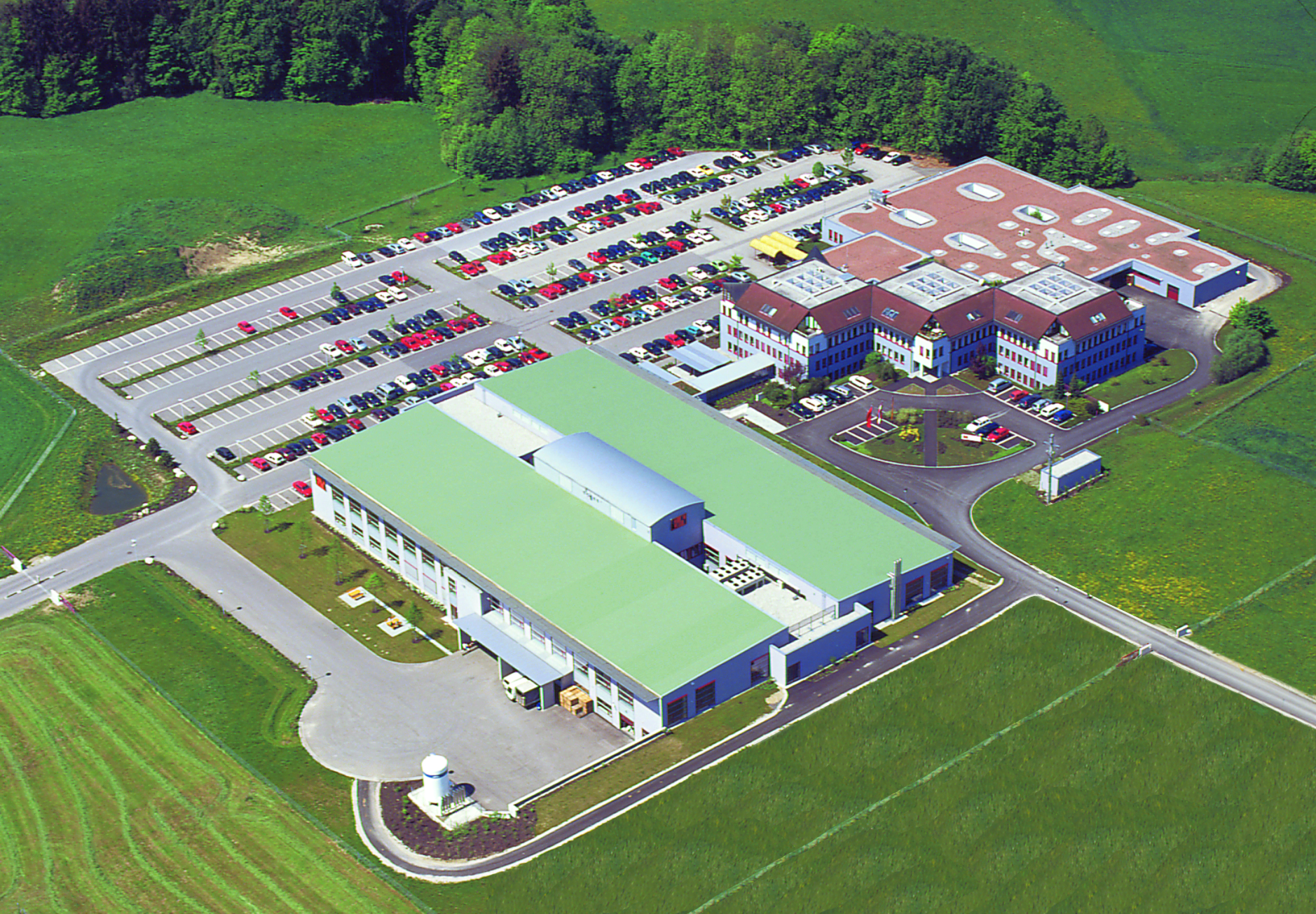
في عام 2000: تم توسيع المقر لتصل مساحته إلى 17,000 متر مربع

- عام 1979: تم تأسيس الشركة من قبل إيروين بيرنيكر وجوزيف راينر.
- عام 1980: صناعة أول جهاز أجهزة التحكم المنطقية القابلة للبرمجة.
- عام 1983: تم تأسيس أول شركة فرعية تابعة في ألمانيا.
- عام 1987: تم تأسيس شركات فرعية في كلا من سويسرا، إيطاليا والولايات المتحدة.
- عام 1988: تم تأسيس شركتين فرعيتين في هولندا والمملكة المتحدة.
- عام 1989: إطلاق السوق الصناعي لمنتج PC 2000.
- عام 1991: تصميم أول وحدة تشغيل مركبة.
- عام 1996: افتتاح فرعي للشركة في الصين والهند.
- عام 1997:
  - إطلاق السوق الصناعية لبرنامج أوتوميشن إستديو.
  - افتتاح فرعين في جمهورية التشيك وسلوفاكيا.
- عام 1999:
  - تم تصنيع أول محرك سيرفو.
  - افتتاح فرع في بلجيكا.
- عام 2000: افتتاح فرع في بولندا.
- عام 2005: إطلاق نظام تحكم إكس 20.
- عام 2007: افتتاح فرعين في روسيا وأسبانيا.[6]
- عام 2010: الاستحواذ على شركة مونديال إليكترونيك.[7]
- عام 2012:
  - إطلاق شاشات أجهزة واجهة المستخدم.
  - افتتاح فرع في تركيا.[8]
- عام 2013:
  - إطلاق محركات ACOPOS.
  - افتتاح فرع في سنغافورة.[9]
- عام 2014: افتتاح فرعين في اليابان وفنلندا.
- عام 2017: تم الاستحواذ على الشركة من قبل مجموعة إيه بي بي.[10]

## المنتجات
تشمل منتجات مؤسسة بي أند أر التالي:
- محركات الجير بوكس (التروس الكوكبية).
- أجهزة التحكم المنطقية القابلة للبرمجة.
- أجهزة الكمبيوتر الصناعية (أجهزة الكمبيوتر الآلي) وأجهزة الكمبيوتر المدمجة
- وحدات الإدخال والإخراج
- محركات السيرفو
- أجهزة الإنفرتر
- أنظمة الرؤية
- تكنولوجيا السلامة
- برامج مثل أوتوميشن استديو
- عمليات الأتمتة
- أنظمة تشغيل
- حساسات
- أتمتة عن بعد

## وصلات خارجية
- الموقع الرسمي للشركة
- قسم الأتمتة الخاصة بشركة بي أند أر
- برتوكولات التحكم الخاصة بالشركة

فيديوهات
- صفحة المؤسسة الرسمية على اليوتيوب
- أخر الابتكارات التي توصلت إليها شركة بي أند أر
- تكنولوجيا طاقة الرياح الخاصة بشركة بي أند أر
- أهداف الشركة في عام 2019